# Třemešná ve Slezsku
Třemešná ve Slezsku (niem. Röwersdorf) – stacja kolejowa w Třemešnej, w kraju morawsko-śląskim, w Czechach na adresie Třemešná 298. Znajduje się na wysokości 395 m n.p.m. i leży na linii kolejowej nr 292. Jest również stacją początkową wąskotorowej linii nr 298. Tory linii normalnotorowej znajdują się po zachodniej stronie stacji, a linii wąskotorowej po wschodniej.